# La Paquera de Jerez
Francisca Méndez Garrido (Jerez de la Frontera, 20 de maig de 1934 - Jerez de la Frontera, 26 d'abril de 2004), més coneguda com La Paquera de Jerez va ser una cantaora contemporània de flamenc, considerada una de les millors de la història.

## Vida i obra
A Jerez hi ha dos barris que tradicionalment han generat una important quantitat de cantaors, guitarristes i balladors flamencs: el barri de Santiago i el barri de San Miguel. La Paquera va néixer i es va criar en el segon d'aquests, on la majoria dels veïns solen cantar bulerias als carrers, el palo més característic de Jerez, encara que no sigui de manera professional, sinó de barri.
Francisca, filla del conegut gitano "El Ros" i alumna del cantaor Aurelio Sellés, va viure els seus primers anys en guerra i postguerra, marcats per la fam i la repressió. Els seus pares no li van deixar anar a escola perquè havia de guanyar-se la vida al carrer, perquè eren nou germans i hi havia moltes necessitats. És per això que va decidir sortir de la seva casa a buscar-se la vida, i ho va fer a través del cant flamenc.
L'origen del seu nom artístic el trobem en la seva infància, etapa en la qual el seu avi la cridava Paquerita. Amb els anys, aquest sobrenom familiar va evolucionar a Paquera i, des de llavors, li va quedar el sobrenom que ella va registrar quan ja era professional com a nom artístic. Posteriorment, seguint la tradició flamenca d'identificar-se amb la seva família o la seva ciutat natal, va adoptar el «de Jerez».
En els anys 40 era ja molt popular a Jerez de la Frontera. Més tard, però sent encara menor d'edat, va començar amb els espectacles teatrals. Sent molt jove, va viatjar a Madrid, on va començar a teixir la seva història de cant personal. No obstant això, la seva carrera professional va començar amb la bailaora Matilde Coral en una gira per Andalusia, més concretament al Festival de Primavera, que es va celebrar en els Reals Alcázares de Sevilla, juntament amb el seu pare i el seu oncle Eduardo.2
En 1953 va gravar el seu primer disc (en suport de pissarra) amb dos palos del Flamenc, bulerias i tientos. Després, el seu paisà, Luis Carvajal va intercedir perquè la Paquera signés contracte amb Philips, amb el segell del qual gravaria diversos discos, amb Manuel i Juan Morao a les guitarres, Antonio Gallardo Molina com a autor de les coples i Nicolás Sánchez Ortega component les músiques.
Antonio Gallardo va conèixer llavors a la Paquera, i va començar a manar-li lletres que casaven molt bé amb el temperament de la cantaora. Ell ha explicat com va insistir a Francisca perquè gravés altres coses, com per exemple copla, no que es fes cupletista, perquè ella no podia renunciar a ser flamenca, però sí que prengués el llit que en aquells dies estava marcant Manolo Caracol, qui ja era un ídol per a la de Jerez. Un greu problema era que La Paquera no sabia llegir, i calia ensenyar-li les lletres amb força de tenacitat i temps.
El segon disc el va gravar en 1957, amb el tango ''Maldigo tus ojos verdes'', del poeta gitano Antonio Gallardo Molina. Aquest any Paquera va viatjar a Madrid i va entrar en el tablao El Corral de la Moreria. En 1959 viatjaria per tot Espanya amb el seu primer espectacle: Espanya per buleries.
Tres setmanes abans de la seva defunció, La Paquera va ingressar en la clínica, després de sufrir una pujada de glucosa que se li va complicar amb una trombosi, motivant la seva estada en l'UCI. El seu funeral va tenir lloc un l'endemà en l'ermita de San Telmo, en ple barri de San Miguel, on, des de coneguda la notícia, les campanes ja es trobaven assajant el ''temple caracolero'' per a acomiadar-la: «aliole anda y ole / alió / viva la madre / viva la madre que te parió».